# 一茶発句集
『一茶発句集』（いっさほっくしゅう）は、俳人小林一茶の没後に発刊された句集。江戸時代には文政版と嘉永版が編纂された。また、大正末に荻原井泉水が嘉永版を、昭和初めに勝峯晋風が嘉永版を、昭和中期に栗生純夫が文政版を校訂刊行している。

## 文政版
一茶が逝去した2年後の文政12年（1829年）冬、3回忌法要にあわせて一茶の門人14名が編纂した一茶の最初の句集である。編纂に名を連ねているものは、佐藤魚淵・正覚寺二休・久保田春耕・梨本稲長・経善寺呂芳・西島士英・住田素鏡・上原文路・湯本希杖・坂口楚江・吉村雲士・中村掬斗・西原文虎・村松春甫である。収録句数は発句522句、俳諧歌15首でこれらの中春の句と夏の句とを上巻に、その他を下巻に収め、それに碓房の序文と俳諧寺沙弥某の後書と春甫が描いた一茶肖像とを添え、体裁としてもよくまとまった句集となっている。後書によれば、文政10年冬に一茶の死を聞き伝えた門弟達が駈けつけた時には、日頃机の辺に積み重ねてあった遺稿の類や俳書などが、何者の仕業かすっかり姿を消していたので、手の中の物を取られた心持で家に帰るより外に道がなく、この発句集の編纂に当っても、一茶が門弟の家々を訪れた時に書き止めておいた遺稿を取り出したり、或は市場の露店などに見当たる一茶の旅行記等を買い求め、辛苦の末漸く上下の2巻としたという。善光寺仁龍堂版、俳諧寺社中校正。

## 嘉永版
嘉永版は嘉永元年（1848年）に、信州の善光寺大門町蔦屋伴五郎と江戸の東都書林山城屋佐兵衛が共同刊行した。文政版を増補したもので上下2巻で収録句数は822句、俳諧歌18首である。序文に「…近きころ信濃の国柏原俳諧寺一茶は、元禄のむかしの惟然坊のたぐひにて、上野の坂本町、本所番場にいほりせし…」「…一茶翁はそのふるまひも発句も、うまくいにしへのはいかいのこころを得し人となる…」とある。上巻は春の部と夏の部に分かれる。下巻は、「秋の部」と「冬の部」と「雑」と「俳諧歌」に分かれる。

## 文献等
- 荻原井泉水編『一茶発句集』（一茶文庫）春陽堂、1925年
- 勝峯晋風編『一茶発句集』 古今書院、1926年
- 尾沢喜雄「文政版一茶発句集の成立を廻つて」『連歌俳諧研究』1957年13号、俳文学会、1957年